# Ерменеев, Виктор Иванович
Виктор Иванович Ерменеев (1925, с. Сабакаево ныне Мелекесского района Ульяновской области — 1986, там же) — командир 85-мм зенитного орудия 1413-го зенитно-артиллерийского полка 32-й зенитно-артиллерийской дивизии 21-й армии Ленинградского фронта, младший сержант. Герой Советского Союза.

## Биография
Родился 18 февраля 1925 года в селе Сабакаево (по другим данным — селе Аврали), ныне Мелекесского района Ульяновской области в семье крестьянина. По национальности — чуваш.
Образование семилетнее. Работал в колхозе.
В январе 1942 года был призван в Красную Армию. Окончил полковую школу и в сентябре 1943 года был направлен на Ленинградский фронт командиром орудия зенитно-артиллерийского полка. Член ВКП(б)/КПСС с 1944 года.
Во время наступления в январе 1944 года полк прикрывал 46-ю Лужскую стрелковую дивизию на псковском направлении, затем был переброшен под Выборг.
20 июня 1944 года на Приморском шоссе военную колонну сопровождала 4-я батарея лейтенанта Г. В. Шутца. В районе населённого пункта Хумола на шоссе образовался затор. Пробку из скопления танков, машин с боеприпасами и артиллерии скоро обнаружил немецкий самолёт-разведчик, который вызвал бомбардировщики. Когда 24 Ю-87 вошли в зону действия орудия младшего сержанта Ерменеева, он открыл по вражеским самолётам плотный заградительный огонь. Один за другим немецкие бомбардировщики стали пикировать на зенитку Ерменеева. Несколько авиабомб упало в непосредственной близости от орудия. Осколками были убиты заряжающий, оба прицельных и подносчик снарядов. Два наводчика были тяжело ранены, а сам командир орудия получил ранение в голову. Однако его орудие продолжало вести непрерывный огонь по врагу, в результате которого был сбит 1 Ю-87. В итоге орудие младшего сержанта В. И. Ерменеева приняло на себя всю бомбовую нагрузку немецких самолётов, благодаря чему ни одна авиабомба не была сброшена на скопление техники. После авианалёта Виктор Иванович отказался от эвакуации в госпиталь, и сделав перевязку, остался в строю. За этот бой зенитчик награждён орденом Красной Звезды и представлен к званию Героя Советского Союза, которое ему было присвоено указом Президиума Верховного Совета СССР от 18 ноября 1944 года.
Герой-зенитчик с боями дошёл до Берлина. День Победы встретил в городе Стендаль.
После войны вернулся на родину. Жил в селе Сабакаево, работал в колхозе.
Умер 14 июля 1986 года. Похоронен на кладбище села Сабакаево Мелекесского района Ульяновской области.

## Награды
- Указом Президиума Верховного Совета СССР от 18 ноября 1944 года за образцовое выполнение заданий командования и проявленные мужество и героизм в боях с немецко-фашистскими захватчиками младшему сержанту Ерменееву Виктору Ивановичу присвоено звание Герой Советского Союза с вручением ордена Ленина и медали «Золотая Звезда» (№ 4558).
- Награждён также орденами Отечественной войны 1-й степени, Красной Звезды, медалями.

## Память
- Именем Героя названы улица и школа в родном селе, улица в с. Аврали. На здании школы, где  учился В.И. Ерменеев, установлена мемориальная доска. В г. Димитровград и в с. Аврали – бюсты Героя.